# Epigramas (Platão)
Trinta e um Epigramas ao todo são atribuídos a Platão. 18 ou 17 deles são os mais conhecidos, sendo 11 relatados por Diógenes Laércio, alegadamente citados de uma obra de Pseudo-Aristipo sobre anedotas românticas de filósofos, e 17 encontrados exclusivamente dentre os 29 da Antologia Palatina, a partir da Antologia Grega de Meleagro de Gádara. Outras referências são encontradas em Apuleio, Filóstrato, Olimpiodoro, Aulo Gélio e na Suda. Acadêmicos modernos levantaram a posição de que a maioria deles seriam espúrios e apenas alguns verdadeiros, e sua autenticidade é controversa, mas atualmente tendem a considerá-los como pseudepígrafos, referindo-se ao autor como "Pseudo-Platão".

## Composição
Esses epigramas são poemas curtos adequados para propósitos dedicatórios escritos na forma de dísticos elegíacos, seu estilo de composição remete a temas das poesias eróticas gregas e elegias simpóticas em moda nos séculos VII e V a.C., vagamente comparados à filosofia platônica (e em particular aos diálogos O Banquete e Fedro), girando em torno dos temas do amor, da beleza e da brevidade das alegrias.
Diferenciam-se em subgrupos, além do gênero erótico, aqueles sepulcrais, em que alguns dos epigramas teriam originalmente aparecido com motivação fúnebre de inscrições tumulares, ao caso do IX a Arqueanassa, na atribuição de Asclepíades de Samos; ecfrásticos, apresentados em obras de arte; e ainda outros epidíticos cujas razões são desconhecidas e formam um subgrupo miscelâneo.
Os estudiosos em maioria consideram apenas o epigrama a Díon (X) plausível como tendo provável autoria platônica, pois os outros apresentam situações anacrônicas de personagens dos diálogos platônicos, não têm evidências, além de que os epigramas eróticos não concordam com a linha do tempo do desenvolvimento de seu estilo, que teria sido revivido apenas a partir do século III a.C. por Asclepíades.

## Texto
1 Tu olhas para as estrelas, minha Estrela; Quem dera eu fosse o céu, que pudesse olhar para ti com muitos olhos!

2 Assim como brilhaste uma vez a Estrela da Manhã entre os vivos, ora morta brilhas a Estrela da Tarde entre os mortos.
3 As Moiras decretaram lágrimas a Hécuba e às mulheres de Troia desde seus nascimentos; mas a ti, Díon, os deuses espalharam suas amplas esperanças sobre o solo depois que triunfaste na realização de atos nobres. E assim, em tua espaçosa pátria, és homenageado por seus concidadãos, ó Dion, tu que enlouqueceste meu coração de amor.
4 Ora, quando apenas sussurrei que Aléxis é belo, ele é o observado de todos os observadores. Ó meu coração, por que mostrar um osso para cães? Vais te arrepender depois: não foi assim que perdemos Fedro?
5 Minha amante é Arqueanassa de Cólofon, em cujas rugas está o amargo amor. Desgraçados sois todos vós que encontrastes tamanha beleza em sua primeira viagem; por qual queima passastes!
6 Quando eu beijo Agatão minha alma está em meus lábios, donde vem, coitada, na esperança de atravessar.
7 Eu jogo a maçã a ti, e se tu estás disposta a me amar, recebe-a e compartilha sua virgindade comigo; mas se teus pensamentos forem o que eu oro que não sejam, mesmo assim, pega-a e considera como a beleza tem vida curta.
8 Sou uma maçã; aquele que te ama joga-me em ti. Dize sim, Xântipe; desapareçamos, tu e eu.
9 Somos erétrios de Eubeia, mas estamos perto de Susa, infelizmente, quão longe de casa!
10 Um homem que encontrou um pouco de ouro deixou um laço, e aquele que não encontrou o ouro que havia deixado amarrou-se no laço que encontrou.
11 Eu, Laís, que ria com tanto desdém da Grécia e uma vez mantive um enxame de jovens amantes à minha porta, dedico este espelho à Páfia - pois não desejo ver-me como sou, e não posso me ver como eu era.
12 Esse homem agradava os estrangeiros e era caro aos seus concidadãos - Píndaro, servo das melodiosas Musas.
13 Certa vez, deixamos as ondas sonoras do Egeu para ficar aqui entre as planícies de Ecbátana. Passa bem, renomada Erétria, nosso antigo país. Passa bem, Atenas, vizinha de Eubeia. Passa bem, querido Mar.
14 Eu sou o túmulo do capitão de um navio; a tumba oposta é de um fazendeiro: pois sob a terra e sob o mar está o mesmo lugar da Morte.
15 Marinheiros, estejai seguros, por mar e por terra; Gostaria que soubésseis que a tumba pela qual passais é a de um náufrago.
16 Alguns dizem que existem nove Musas. Quão impensado! Veja Safo de Lesbos; ela faz uma décima.
17 Quando Cupris viu Cupris em Cnidos, "Ai de mim!" disse ela; "onde Praxíteles me viu nua?"
18 As Graças, buscando para si um santuário que não cairia, encontraram a alma de Aristófanes. —Os Dezoito Epigramas tradicionalmente atribuídos a Platão

## Pessoas, lugares e panteão
Tipicamente da literatura grega antiga (e independentemente de sua autenticidade platônica), os epigramas referem-se claramente a personalidades históricas, vários lugares dentro e ao redor da Grécia antiga e personagens específicos da mitologia grega.

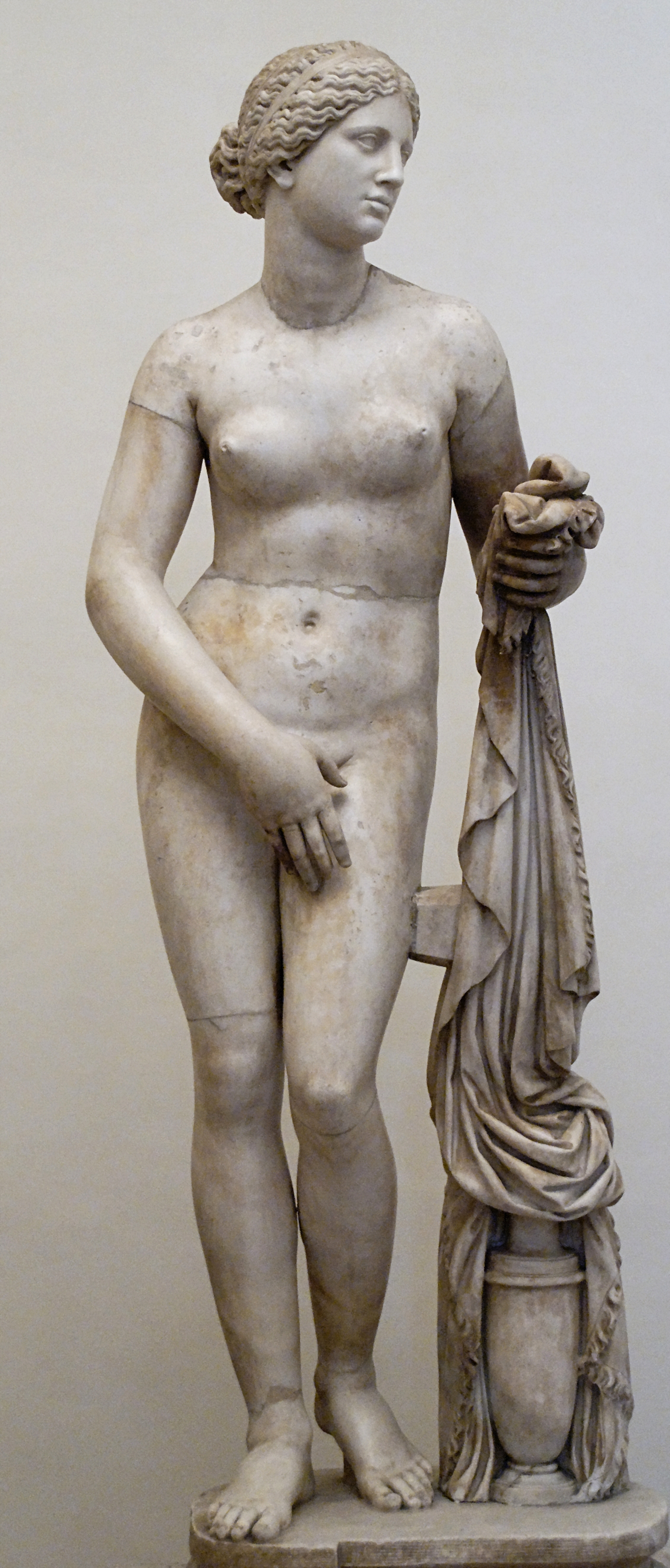
A Afrodite Cnídia de Ludovisi, uma cópia romana em mármore da Afrodite de Cnidos original, esculpida por Praxíteles e referida no epigrama 17

- Hécuba: rainha de Troia. A perda troiana da guerra de Troia, conforme descrita na Ilíada, explica o decreto de lágrimas para Hécuba e as mulheres de Troia nas mãos das Moiras, que representam as inevitabilidades mais duras da condição humana, como a morte e o destino.
- Díon: figura política de Siracusa, cuja campanha é amplamente discutida nas Epístolas ou Cartas Platônicas.
- Aléxis: possivelmente uma de várias personalidades antigas já nomeadas, ou então uma nova personalidade com o mesmo nome.
- Fedro: contemporâneo de Platão; homônimo do diálogo platônico de mesmo nome.
- Arqueanassa: um possível interesse romântico histórico de Platão.
- Agatão: poeta trágico ateniense, conhecido por ter aparecido no Simpósio de Platão.
- Xântipe: esposa de Sócrates. O epigrama pertinente pode, portanto, representar o namoro de Sócrates com Xântipe.
- Laís: Uma referência a qualquer das cortesãs Laís de Corinto ou Laís de Hícara, as duas sendo historicamente confundidas na literatura antiga e, portanto, inextricavelmente ligadas.
- Píndaro: poeta lírico, cuja associação com as musas é um elogio à sua habilidade.
- Safo: poetisa lírica feminina, cuja habilidade é igualmente elogiada por contá-la como a décima musa, uma denominação comum para Safo no antigo registro histórico.
- Praxíteles: escultor. O epigrama é um elogio poético de sua habilidade, já que em sua narrativa, Afrodite de Cnido (mais tarde comumente copiada) é vista pela própria Afrodite, e é julgada por ela como uma semelhança perfeita.
- Aristófanes: dramaturgo cômico. Como as Graças representam os elementos mais felizes da condição humana, é adequado que fossem associadas a Aristófanes no epigrama 18.

### Lugares
Os nomes de lugares conhecidos mencionados nos epigramas incluem Troia, a própria Grécia, o Mar Egeu e Atenas. Referências mais específicas incluem:
- Cólofon: uma cidade da Grécia antiga, atual Turquia ocidental.
- Eubeia: uma grande ilha no centro da Grécia, perto do continente, perto de Atenas.
- Erétria: uma cidade na Eubeia.
- Susa: uma cidade da antiga Pérsia, atual Irã ocidental.
- Ecbátana: outra cidade da antiga Pérsia, atual Irã ocidental.
- Lesbos: uma ilha no leste da Grécia, perto da atual Turquia, lar histórico de Safo.
- Cnido, então uma cidade grega no atual sudoeste da Turquia, local da escultura de Afrodite de Cnido acima mencionada.

### Figuras mitológicas
- As Moiras: em sua capacidade de terrível atribuição do destino aos humanos, as Moiras são mencionadas como decretando lágrimas para as mulheres troianas.
- As Musas: mencionadas duas vezes, as Musas estão associadas aos esforços criativos de Píndaro e Safo.
- As Graças: representando os elementos mais felizes da condição humana, as Graças estão associadas a Aristófanes.
- "A Páfia" e "Cupris (Kypris ou Cípria)": ambos os nomes referem-se à deusa Afrodite que, segundo a lenda, surgiu do mar em Pafos, no sudoeste de Chipre. A primeiro "Cípria" do epigrama 17, portanto, refere-se à própria deusa, enquanto a segunda "Cípria" se refere à famosa estátua perdida (embora muitas vezes copiada) de sua imagem, a Afrodite de Cnido, que Afrodite está reconhecendo como uma perfeita semelhança.